# Kazimierz Alster
Kazimierz Alster (ur. 19 marca 1947) – polski matematyk specjalizujący się w topologii ogólnej, profesor nadzwyczajny Uniwersytetu Kardynała Stefana Wyszyńskiego.

## Życiorys
Uzyskał doktorat w 1973 roku na podstawie pracy pt. Multyplikatywność subparazwartości w klasie uogólnionych przestrzeni uporządkowanych napisanej pod kierunkiem Ryszarda Engelkinga, natomiast habilitację uzyskał on w 1980 na podstawie rozprawy pt. Własności pokryciowe rozproszonych przestrzeni zwartych i nieprzeliczalnych iloczynów przestrzeni rozproszonych modulo przestrzenie zwarte. Laureat nagrody im. Stefana Mazurkiewicza w 1985.